# Célula de combustível de óxido sólido

Esquema de uma célula a combustível de óxido sólido

Uma célula de combustível de óxido sólido (ou SOFC, do inglês "Solid Oxide Fuel Cell") é um dispositivo de conversão eletroquímica que gera eletricidade por meio da oxidação de um combustível. Essas células de combustível são distintas devido ao material de seu eletrólito, que no caso do SOFC é um óxido sólido ou uma cerâmica condutora.
As vantagens deste tipo de células de combustível incluem uma alta eficiência combinada de calor e energia, uma boa estabilidade a longo prazo, grande flexibilidade de combustível e baixas emissões a custo relativamente baixo. A maior desvantagem do sistema é a alta temperatura operacional que resulta em tempos mais longos e eventualmente problemas de compatibilidade mecânica e química.

## Introdução
Células de combustível de óxido sólido (SOFCs) pertencem a uma classe de células de combustível que se destacam pelo uso de um eletrólito de óxido sólido. Essas SOFCs empregam esse eletrólito para facilitar o movimento de íons de oxigênio do cátodo para o ânodo. No ânodo, ocorre uma reação eletroquímica onde o hidrogênio, monóxido de carbono ou outros intermediários orgânicos são oxidados pelos íons de oxigênio. Muito recentemente, tem existido avanços no desenvolvimento de Células de Combustível de Óxido Sólido condutoras de prótons (PC-SOFC). Essas células conduzem prótons em vez de íons de oxigênio através do eletrólito, proporcionando a vantagem de operar em temperaturas mais baixas do que as SOFCs tradicionais.
Estas células que operam a temperaturas muito altas, entre os 600 e 1.000 °C. A essas temperaturas, os SOFCs não requerem catalisador caros de metais do grupo da platina, como são necessárias temperaturas mais baixas para células de combustível de baixa temperatura, como as PEMFCs, elas não são vulneráveis ao envenenamento do catalisador pelo monóxido de carbono. No entanto, elas são vulneráveis ao envenenamento por enxofre. tem sido amplamente observado que a presença de enxofre nos combustíveis é problemática e deve ser removida antes que o combustível entre na célula de combustível. Para combustíveis de qualidade inferior, como biomassa gaseificada, carvão ou biogás, o processamento do combustível torna-se mais complexo e, consequentemente, mais dispendioso. O processo de gaseificação, que transforma a matéria-prima em um estado gasoso adequado para as células de combustível, pode gerar quantidades significativas de compostos aromáticos. Estes compostos incluem moléculas menores, como metano e tolueno, bem como compostos maiores de hidrocarbonetos poliaromáticos e de cadeia curta. Essas substâncias podem levar ao acúmulo de carbono nas SOFCs. Além disso, os custos associados à reforma e dessulfurização são comparáveis em magnitude ao custo das próprias células de combustível. Esses fatores se tornam particularmente críticos para sistemas de menor potência ou com requisitos de portabilidade mais elevados.
Células a combustível de óxido sólido têm diversas aplicações, abrangendo desde o uso como unidades auxiliares de energia em veículos até a geração de energia estacionária com capacidades que variam de 100 W a 2 MW. Em 2009, a empresa australiana Ceramic Fuel Cells alcançou com sucesso uma eficiência de 60% em um dispositivo SOFC, ultrapassando a marca teórica anteriormente estabelecida. A temperatura de operação mais elevada torna os SOFCs candidatos ideais para aplicação em dispositivos de recuperação de energia de motores térmicos ou sistemas de cogeração de calor e energia, o que aumenta significativamente a eficiência global do sistema de combustível.
Devido a essas altas temperaturas, os SOFCs têm a capacidade de reformar internamente combustíveis hidrocarbonetos leves, como metano, propano e butano, diretamente no ânodo. Além disso, podem ser alimentados externamente por hidrocarbonetos mais pesados, como gasolina, diesel, combustível de aviação (JP-8) ou biocombustíveis. A reforma externa envolve a criação de misturas contendo hidrogênio, monóxido de carbono, dióxido de carbono, vapor e metano, através da reação dos combustíveis de hidrocarbonetos com ar ou vapor em um dispositivo localizado antes do ânodo SOFC.
Os sistemas de energia SOFC podem aumentar sua eficiência aproveitando o calor liberado pela oxidação eletroquímica exotérmica que ocorre dentro da célula de combustível para impulsionar o processo de reforma a vapor endotérmico. Além disso, combustíveis sólidos, como carvão e biomassa, podem ser convertidos em gás de síntese por meio do processo de gaseificação, criando assim uma fonte adequada de combustível para alimentar os SOFCs em sistemas de ciclo combinado de gaseificação e células de combustível.
A expansão térmica de pilhas SOFC com formato plano exigem um processo de aquecimento uniforme e cuidadosamente controlado durante a inicialização. Para atingir a temperatura operacional, pilhas SOFC planas geralmente necessitam de cerca de uma hora de aquecimento. No entanto, as pilhas SOFC com geometrias diferentes, como as microtubular, prometem tempos de inicialização consideravelmente mais curtos, geralmente na faixa de minutos,
Ao inverso da maioria dos outros tipos de células de combustível, as SOFCs podem apresentar diversas geometrias. A geometria planar é o design típico de células de combustível, no qual o eletrólito é posicionado entre os eletrodos, formando uma configuração tipo sanduíche. Além disso, as SOFCs podem ser construídas com geometria tubular, na qual o ar ou o combustível passa pelo interior do tubo enquanto o outro gás flui pelo exterior do tubo. O design tubular é vantajoso devido à sua facilidade de vedação entre o ar e o combustível. Entretanto, atualmente, o desempenho do design plano supera o do design tubular devido à menor resistência do design plano.
Outras geometrias de SOFCs incluem projetos de células de combustível planares modificadas (MPC ou MPSOFC), nos quais uma estrutura semelhante a uma onda substitui a configuração plana tradicional da célula. Tais projetos são altamente promissores, pois combinam as vantagens das células planares, como baixa resistência, com as vantagens das células tubulares.

## Operação

Seção transversal de três camadas cerâmicas de uma SOFC tubular. Do interior para o exterior: cátodo poroso, eletrólito denso, ânodo poroso

Uma célula de combustível de óxido sólido (SOFC) é composta por quatro camadas, sendo que três delas são cerâmicas (daí o nome). Uma única célula consiste nessas quatro camadas empilhadas e geralmente possui apenas alguns milímetros de espessura. Centenas dessas células são então ligadas em série para formar o que é comumente referido como uma "pilha SOFC". As cerâmicas usadas nas SOFCs só se tornam ativas eletricamente e iônicas em temperaturas muito elevadas, portanto, as pilhas têm que operar a temperaturas que variam de 500 a 1.000 °C. A redução do oxigênio em íons de oxigênio ocorre no cátodo. Esses íons podem, então, difundir-se através do eletrólito de óxido sólido até ao ânodo, onde podem oxidar eletroquimicamente o combustível. Neste processo, é libertado um subproduto de água, bem como dois eletrões. Esses eletrões, posteriormente, fluem por um circuito externo onde podem realizar trabalho. O ciclo repete-se quando esses eletrões entram novamente no material do cátodo.

### Equilíbrio da planta
A maioria do tempo de inatividade de um SOFC decorre do equilíbrio mecânico da planta, do pré-aquecedor de ar, do pré-reformador, do pós-combustor, do trocador de calor de água, do oxidante do gás residual anódico e do equilíbrio elétrico da planta, da eletrónica de potência, do sensor de sulfeto de hidrogénio e dos ventiladores. A reforma interna leva a uma grande diminuição no equilíbrio dos custos da planta e no projeto de um sistema completo.

### Anodo
A camada cerâmica do anodo deve ser muito porosa para permitir que o combustível flua em direção ao eletrólito. Consequentemente, a matéria granular é frequentemente selecionada para procedimentos de fabricação de anodos. Como o cátodo, ele deve conduzir elétrons, sendo a condutividade iónica uma vantagem definitiva. O anodo é a camada mais espessa e forte em cada célula individual, porque tem as menores perdas de polarização e é frequentemente a camada que fornece suporte mecânico. Electroquimicamente falando, a função do anodo é usar os íons de oxigénio que se difundem através do eletrólito para oxidar o combustível hidrogénio. A reação de oxidação entre os íons de oxigénio e o hidrogénio produz calor, bem como água e eletricidade. Se o combustível for um hidrocarboneto leve, por exemplo, metano, outra função do ânodo é atuar como catalisador para a reforma do vapor do combustível em hidrogénio. Isto proporciona outro benefício operacional para a pilha de células de combustível porque a reação de reforma é endotérmica, o que resfria a pilha internamente. O material mais comum usado é um cermet feito de níquel misturado com o material cerâmico usado para o eletrólito naquela célula específica, normalmente YSZ (zircónia estabilizada com ítria). Esses catalisadores baseados em nanomateriais ajudam a impedir o crescimento de grãos de níquel. Grãos maiores de níquel reduziriam a área de contato através da qual os íons podem ser conduzidos, o que diminuiria a eficiência das células. Demonstrou-se que materiais de perovskita (cerâmica condutora iónica/eletrônica mista) produzem uma densidade de potência de 0,6 W/cm2 a 0,7 V a 800 °C, o que é possível porque eles têm a capacidade de superar uma energia de ativação maior.
H 2 +O 2- ——> H 2 O+2e
No entanto, existem algumas desvantagens associadas ao YSZ como material ânodo. O engrossamento do níquel, a deposição de carbono, a instabilidade na oxidação-redução e a sensibilidade ao enxofre são os principais obstáculos que limitam a estabilidade a longo prazo do Ni-YSZ. O engrossamento do níquel refere-se ao aumento das partículas de níquel dopado em YSZ, que crescem em tamanho de grão, reduzindo a área de superfície disponível para a reação catalítica. A deposição de carbono ocorre quando átomos de carbono, formados pela pirólise de hidrocarbonetos ou pela desproporção de CO, se acumulam na superfície catalítica do níquel.
A deposição de carbono torna-se particularmente relevante quando se utilizam combustíveis à base de hidrocarbonetos, como metano ou gás de síntese. A elevada temperatura de operação do SOFC e o ambiente oxidante facilitam a oxidação do catalisador de níquel através da reação Ni + 1/2 O2 = NiO. Esta reação de oxidação do níquel reduz a atividade eletrocatalítica e a condutividade. Além disso, a diferença de densidade entre o níquel e o NiO causa alterações de volume na superfície do ânodo, o que poderia resultar em falhas mecânicas.
O envenenamento por enxofre ocorre quando se utiliza combustível, como gás natural, gasolina ou diesel. Mais uma vez, devido à elevada afinidade entre os compostos de enxofre (H2S, (CH3)2S) e o catalisador metálico, mesmo pequenas impurezas de compostos de enxofre na corrente de alimentação podem desativar o catalisador de níquel na superfície YSZ.
A pesquisa atual está concentrada na redução ou substituição do conteúdo de níquel no ânodo para aprimorar o desempenho em longo prazo. Variantes de Ni-YSZ contendo outros materiais, como CeO 2, Y 2 O 3, La 2 O 3, MgO, TiO 2, Ru, Co, entre outros, estão sendo exploradas para resistir ao envenenamento por enxofre, embora as melhorias sejam limitadas devido à rápida degradação inicial. O ânodo de cimento à base de cobre é considerado uma solução para a deposição de carbono, uma vez que é resistente ao carbono e mantém sua estabilidade sob as típicas pressões parciais de oxigênio das SOFC (pO2). Os ânodos bimetálicos Cu-Co, em particular, demonstram uma alta resistência à deposição de carbono após serem expostos ao metano puro a 800 °C. E Cu-CeO2-YSZ apresenta uma taxa de oxidação eletroquímica mais elevada em comparação com o Ni-YSZ quando operando com monóxido de carbono (CO) e gás de síntese. Além disso, pode alcançar um desempenho ainda superior ao utilizar CO em vez de hidrogênio (H2), especialmente após a adição de um co-catalisador de cobalto. Ânodos à base de óxidos, que incluem fluorita à base de zircônia e perovskitas, também são empregados como substitutos dos ânodos cerâmicos de níquel para resistência à formação de carbono. A cromita, especificamente La0,8Sr0,2Cr0,5Mn0,5O3 (LSCM), é utilizada como ânodo e demonstrou um desempenho comparável aos ânodos de cermete Ni-YSZ. O desempenho do LSCM pode ser ainda melhorado através da impregnação de cobre (Cu) e da pulverização catódica de platina (Pt) como um coletor de corrente.

### Eletrólito
O eletrólito é uma camada densa de cerâmica que conduz iões de oxigénio. A sua condutividade eletrónica deve ser mantida o mais baixa possível para evitar perdas de corrente indesejadas. As altas temperaturas de operação das SOFCs permitem que o transporte de iões de oxigénio ocorra com boa eficiência. No entanto, à medida que a temperatura de operação se aproxima do limite inferior para as SOFCs, que é cerca de 600 °C, o eletrólito começa a apresentar resistências significativas ao transporte iónico, o que afeta o desempenho. Materiais eletrolíticos populares incluem zircónia estabilizada com ítrio (YSZ) (geralmente na forma de 8YSZ, com 8% de ítrio), zircónia estabilizada com escândio (ScSZ) (geralmente contendo 9% mol de Sc2O3 – 9ScSZ) e céria.
dopada com gadolínio (GDC). O material eletrolítico tem influência crucial no desempenho da célula. Reações prejudiciais entre eletrólitos YSZ e cátodos modernos, como ferrita de lantânio, estrôncio e cobalto (LSCF), foram encontradas e podem ser evitadas por finos (<100 nm) barreiras de difusão de cério .
A condutividade dos íons de oxigénio na SOFC permanecer alta mesmo em temperaturas mais baixas (meta atual na pesquisa ~500 °C), as escolhas de materiais para SOFC serão ampliadas e muitos problemas existentes poderão ser potencialmente resolvidos. Certas técnicas de processamento, como a deposição de filmes fin podem ajudar a resolver este problema com materiais existentes:
- - Reduzir a distância percorrida pelos iões de oxigénio e a resistência do eletrólito, já que a resistência é proporcional ao comprimento do condutor.
  - Produzir estruturas de grãos que sejam menos resistentes, como estruturas de grãos colunares.
  - Controlar os grãos finos nanocristalinos microestruturais para alcançar o "ajuste fino" das propriedades elétricas.
  - Construir compósitos com grandes áreas de interface, uma vez que as interfaces têm demonstrado possuir propriedades elétricas extraordinárias.

### Cátodo
Um cátodo, ou eletrodo de ar, é uma fina camada porosa no eletrólito onde ocorre a redução do oxigénio. A reação geral é escrita na notação Kröger-Vink da seguinte forma:
{\displaystyle {\frac {1}{2}}\mathrm {O_{2}(g)} +2\mathrm {e'} +{V}_{o}^{\bullet \bullet }\longrightarrow {O}_{o}^{\times }}
Os materiais catódicos devem ser minimamente condutores eletricamente. Atualmente, a manganita de lantânio e estrôncio (LSM) é o material catódico de eleição para uso comercial devido à sua compatibilidade com eletrólitos de zircónia dopada. Mecanicamente, tem um coeficiente de expansão térmica semelhante ao YSZ e, portanto, limita a acumulação de tensões devido à incompatibilidade de CTE. Além disso, o LSM possui baixos níveis de reatividade química com o YSZ, o que prolonga a vida útil dos materiais. Infelizmente, o LSM é um mau condutor iónico e, portanto, a reação eletroquimicamente ativa é limitada ao limite de fase tripla (TPB), onde o eletrólito, o ar e o elétrodo se encontram. O LSM funciona bem como cátodo em altas temperaturas, mas o seu desempenho cai rapidamente à medida que a temperatura operacional desce abaixo de 800 °C. Para aumentar a zona de reação para além do TPB, um material catódico potencial deve ser capaz de conduzir eletrões e iões de oxigénio. Cátodos compostos que consistem em LSM e YSZ foram utilizados para aumentar este comprimento limite de fase tripla. Cerâmicas com condução iónica/eletrónica mista (MIEC), como a perovskita LSCF, também estão a ser investigadas para uso em SOFCs de temperatura intermediária, pois são mais ativas e podem compensar o aumento na energia de ativação da reação.

### Interconectar
A interligação pode ser uma camada metálica ou cerâmica inserida entre cada célula individual. Sua função é estabelecer a conexão em série de todas as células, de modo que a eletricidade gerada por cada uma delas possa ser combinada. Devido à exposição da interligação tanto ao lado oxidante quanto ao lado redutor da célula a altas temperaturas, é necessário que ela seja extremamente estável. Por essa razão, os materiais cerâmicos têm mostrado maior durabilidade a longo prazo em comparação com os metais como materiais de interconexão. No entanto, é importante notar que esses materiais cerâmicos de interligação tendem a ser mais dispendiosos quando comparados aos metais. À medida que as SOFCs com temperaturas mais baixas (600-800 °C) estão sendo desenvolvidas, ligas à base de níquel e aço estão se tornando opções mais promissoras. Um exemplo de material escolhido para interligação em contato com o Y8SZ é uma liga metálica 95Cr-5Fe. Além disso, estão sendo considerados compósitos cerâmico-metálicos conhecidos como "cermet", uma vez que têm demonstrado estabilidade térmica em altas temperaturas e excelente condutividade elétrica.

## Polarizações
Polarizações, ou sobretensões, são quedas de voltagem que resulltam de imperfeições nos materiais, na microestrutura e no projeto da célula de combustível. Estas polarizações surgem devido à resistência óhmica à condução de iões de oxigénio através do eletrólito (iRΩ), às barreiras de ativação eletroquímica no ânodo e no cátodo, e, por fim, às polarizações de concentração causadas pela limitada capacidade de difusão dos gases através dos ânodos e cátodos porosos (identificadas como ηA para o ânodo e ηC para o cátodo). A voltagem da célula pode ser determinada através da seguinte fórmula:
{\displaystyle {V}={E}_{0}-{iR}_{\omega }-{\eta }_{cathode}-{\eta }_{anode}}
onde:
- {\displaystyle {E}_{0}} = Potencial de Nernst dos reagentes
- {\displaystyle R} = Valor da resistência equivalente de Thévenin das porções eletricamente condutoras da célula
- {\displaystyle {\eta }_{cathode}} = perdas de polarização no cátodo
- {\displaystyle {\eta }_{anode}} = perdas de polarização no ânodo

Para o uso de SOFC's, é de grande importância focalizar as polarizações ôhmicas de concentração, uma vez que altas temperaturas operacionais que resultam em pouca polarização de ativação. No entanto, à medida que o limite inferior da temperatura operacional do SOFC aproxima-se (~600 °C), essas polarizações tornam-se importantes.
A equação anteriormente mencionada é usada para determinar a tensão SOFC (para a tensão de células de combustível em geral). Esta abordagem resulta em boa concordância com dados experimentais específicos (para os quais foram obtidos fatores adequados) e fraca concordância para parâmetros de trabalho experimentais diferentes dos originais. Além disso, a maioria das equações utilizadas requerem a adição de numerosos factores que são difíceis ou impossíveis de determinar. Isso torna muito difícil qualquer processo de otimização dos parâmetros de trabalho do SOFC, bem como a seleção da configuração da arquitetura de projeto. Devido a essas circunstâncias, algumas outras equações foram propostas:
{\displaystyle E_{SOFC}={\frac {E_{max}-i_{max}\cdot \eta _{f}\cdot r_{1}}{{\frac {r_{1}}{r_{2}}}\cdot \left(1-\eta _{f}\right)+1}}}
onde:
- {\displaystyle E_{SOFC}} = tensão da célula
- {\displaystyle E_{max}} = tensão máxima dada pela equação de Nernst
- {\displaystyle i_{max}} = densidade máxima de corrente (para determinado fluxo de combustível)
- {\displaystyle \eta _{f}} = fator de utilização de combustível[27][28]
- {\displaystyle r_{1}} = resistência específica iônica do eletrólito
- {\displaystyle r_{2}} = resistência elétrica específica do eletrólito.

O método foi validado e considerado apropriado para estudos de otimização e análises de sensibilidade na modelagem em escala de planta de diversos sistemas com células a combustível de óxido sólido. Com esta descrição matemática, é possível elucidar diversas propriedades da SOFC. Há uma variedade de parâmetros que influenciam as condições de operação da célula, como o material eletrolítico, a espessura do eletrólito, a temperatura da célula, as composições dos gases de entrada e saída no ânodo e cátodo, bem como a porosidade do eletrodo, apenas para mencionar alguns. O fluxo nesses sistemas é frequentemente calculado utilizando os
equações de Navier-Stokes .

### Polarização óhmica
As perdas de resistência em uma SOFC resultam da condutividade iônica através do eletrólito e da resistência elétrica que se opõe ao fluxo de elétrons no circuito elétrico externo. Essa é uma característica inerente dos materiais com estrutura cristalina e dos átomos envolvidos. No entanto, para maximizar a condutividade iônica, podem ser aplicados diversos métodos. Primeiramente, operar em temperaturas mais elevadas pode reduzir consideravelmente essas perdas ôhmicas. Métodos de dopagem por substituição, destinados a refinar ainda mais a estrutura cristalina e controlar as concentrações de defeitos, também podem desempenhar um papel significativo no aumento da condutividade. Uma outra maneira de reduzir a resistência ôhmica é diminuir a espessura da camada eletrolítica.

#### Condutividade iónica
A resistência iônica específica de um eletrólito em função da temperatura pode ser descrita pela seguinte equação:
{\displaystyle r_{1}={\frac {\delta }{\sigma }}}
onde: {\displaystyle \delta } – espessura do eletrólito, e {\displaystyle \sigma } – condutividade iônica.
A condutividade iônica do óxido sólido é definida como se segue:
{\displaystyle \sigma =\sigma _{0}\cdot e^{\frac {-E}{R\cdot T}}}
em que: {\displaystyle \sigma _{0}} e {\displaystyle E} – fatores dependem de materiais eletrolíticos, {\displaystyle T} – temperatura do eletrólito, e {\displaystyle R} – constante de gás ideal.

### Polarização da concentração
A concentração da polarização é o resultado de restrições práticas ao transporte de massa dentro da célula e representa a perda de tensão devido a variações espaciais na concentração de reagentes nos locais quimicamente ativos. Essa situação pode ocorrer quando os reagentes são consumidos pela reação eletroquímica mais rapidamente do que conseguem se difundir no eletrodo poroso. Também pode ser causada por variações na composição do fluxo a granel. Esse último ocorre devido ao fato de que o consumo de espécies reagentes nos fluxos de reagentes resulta em uma redução na concentração do reagente à medida que ele se desloca através da célula, causando uma diminuição no potencial local próximo à extremidade final da célula.
A polarização de concentração é observada em ambas as extremidades da célula, tanto no ânodo quanto no cátodo. No ânodo, essa polarização pode se tornar particularmente problemática, pois a oxidação do hidrogênio gera vapor d'água, o que, por sua vez, dilui ainda mais o fluxo de combustível à medida que ele percorre o comprimento da célula. É possível atenuar essa polarização reduzindo a fração de utilização do reagente ou aumentando a porosidade do eletrodo. No entanto, cada uma dessas abordagens envolve compromissos significativos no projeto.

### Polarização de ativação
A ativação da polarização é o resultado da cinética envolvida nas reações eletroquímicas. Cada reação possui uma certa barreira de ativação que deve ser superada para prosseguir, é essa barreira que leva à polarização. A barreira de ativação é o resultado de muitas etapas complexas de reação eletroquímica, onde normalmente a etapa limitante da taxa é responsável pela polarização. A equação de polarização mostrada abaixo é obtida ao resolver a equação de Butler-Volmer no regime de alta densidade de corrente (onde a célula normalmente opera) e pode ser usada para estimar a polarização de ativação:
{\displaystyle {\eta }_{act}={\frac {RT}{{\beta }zF}}\times ln\left({\frac {i}{{i}_{0}}}\right)}
A polarização pode ser modificada por meio da otimização da microestrutura. O comprimento do limite de fase tripla (TPB), que é o comprimento onde todas as vias porosas, iónicas e condutoras eletronicamente se encontram, está diretamente relacionada com o comprimento eletroquimicamente ativo na célula. Quanto maior o comprimento, mais reações podem ocorrer, resultando em menor polarização de ativação. A otimização do comprimento do TPB pode ser alcançada por meio das condições de processamento para afetar a microestrutura ou pela seleção de materiais que utilizam um condutor iônico/eletrônico misto para aumentar ainda mais o comprimento do TPB.
- {\displaystyle R} = constante de gás
- {\displaystyle {T}_{0}} = temperatura operacional
- {\displaystyle {\beta }} = coeficiente de transferência de elétrons
- {\displaystyle z} = elétrons associados à reação eletroquímica
- {\displaystyle F} = constante de Faraday
- {\displaystyle i} = corrente operacional
- {\displaystyle i_{0}} = troca de densidade de corrente

A polarização pode ser modificada por otimização microestrutural. O comprimento do Limite de Três Fases (TPB), onde se encontram as vias porosas, condutoras iônicas e eletrônicas, está diretamente relacionado com a região eletroquimicamente ativa na célula. Quanto maior o comprimento, mais reações podem ocorrer, reduzindo a polarização de ativação. A otimização do comprimento do TPB pode ser feita através das condições de processamento para afetar a microestrutura ou pela seleção de materiais que utilizam condutividade mista iônica e eletrônica para estender ainda mais o TPB.

## Propriedades mecânicas
A pesquisa atual em SOFC concentra-se fortemente na otimização do desempenho da célula, mantendo ao mesmo tempo propriedades mecânicas aceitáveis, porque o desempenho otimizado geralmente compromete as propriedades mecânicas. No entanto, a falha mecânica representa um problema significativo para a operação do SOFC. A presença de várias cargas e estresses térmicos durante a operação exige alta resistência mecânica. Tensões adicionais associadas a mudanças na atmosfera do gás, resultando em redução ou oxidação, também não podem ser evitadas em operações prolongadas. Quando as camadas dos eletrodos se desprendem ou se rompem, as vias de condução são perdidas, resultando na redistribuição da densidade de corrente e em variações locais de temperatura. Essas variações de temperatura locais, por sua vez, aumentam as tensões térmicas, o que propaga fissuras e desprendimento. Além disso, quando o eletrólito se rompe, a separação entre o combustível e o ar não é mais assegurada, o que coloca em risco adicional o funcionamento contínuo da célula.
Como as SOFCs requerem materiais com alta condutividade de oxigênio, as tensões térmicas representam um problema significativo. O coeficiente de expansão térmica Nas perovskitas mistas iônico-eletrônicas, esse fenômeno pode estar diretamente relacionado à concentração de vacâncias de oxigênio, que também guarda uma relação com a condutividade iônica. Consequentemente, as tensões térmicas aumentam à medida que o desempenho celular melhora. No entanto, a relação da concentração de vacâncias de oxigênio com a temperatura torna o coeficiente de expansão térmica (CTE) não linear, o que complica ainda mais as medições e previsões.
Conforme o desempenho da célula melhora, aumentando a condutividade iônica, as tensões térmicas também aumentam. Isso, por sua vez, leva a uma redução na resistência à fratura do material. Isso ocorre porque, para aumentar os sítios de reação, as cerâmicas porosas são preferíveis. No entanto, de acordo com a equação abaixo, à medida que a porosidade aumenta, a tenacidade à fratura diminui.
{\displaystyle K_{IC}=K_{IC,0}\exp {(-b_{k}p')}}
Onde:
{\displaystyle K_{IC}} = tenacidade à fratura
{\displaystyle K_{IC,0}} = tenacidade à fratura da estrutura não porosa
{\displaystyle b_{k}} = constante determinada experimentalmente
{\displaystyle p'} = porosidade
Esta porosidade deve ser cuidadosamente projetada para maximizar a cinética da reação, mantendo ao mesmo tempo uma tenacidade à fratura aceitável. Como a tenacidade à fratura representa a capacidade de propagação de trincas ou poros preexistentes, uma métrica potencialmente mais útil é a tensão de ruptura de um material, pois depende das dimensões da amostra em vez do diâmetro da trinca. As tensões de falha em SOFCs também podem ser avaliadas usando um teste de tensão biaxial anel-a-anel. Este tipo de teste é geralmente preferido, pois a qualidade da borda da amostra não afeta significativamente as medições. A determinação da tensão de ruptura da amostra é mostrada na equação abaixo.
{\displaystyle \sigma _{cr}={\frac {3F_{cr}}{2\pi h_{s}^{2}}}+{\Biggl (}(1-\nu ){\frac {D_{sup}^{2}-D_{load}^{2}}{2D_{s}^{2}}}+(1+\nu )\ln \left({\frac {D_{sup}}{D_{load}}}\right){\Biggr )}}
Onde:
{\displaystyle \sigma _{cr}} = tensão de ruptura da pequena deformação
{\displaystyle F_{cr}} = força crítica aplicada
{\displaystyle h_{s}} = altura da amostra
{\displaystyle \nu } = Razão de Poisson
{\displaystyle D} = diâmetro (sup = anel de suporte, carga = anel de carregamento, s = amostra)
Esta equação não é válida para deflexões superiores a 1/2h, tornando-a menos aplicável para amostras finas, que são de grande interesse em SOFCs. Portanto, embora este método não exija conhecimento do tamanho da fissura ou dos poros, ele deve ser usado com grande cautela e é mais aplicável às camadas de suporte em SOFCs do que às camadas ativas. Além das tensões de falha e da resistência à fratura, os projetos modernos de células de combustível que favorecem condutores eletrônicos iônicos mistos (MIECs), fluência (deformação) representam outro grande problema, já que os elétrodos MIEC geralmente operam em temperaturas que excedem a metade da temperatura de fusão. Como resultado, a fluência por difusão também deve ser considerada.
{\displaystyle {\dot {\epsilon }}_{eq}^{creep}={\frac {{\tilde {k}}_{0}D}{T}}{\frac {\sigma _{eq}^{m}}{d_{grain}^{n}}}}
Para resolução deste problema, os investigadores criaram um eletrólito de duas camadas de céria / óxido de bismuto funcionalmente graduado, onde a camada GDC no lado do ânodo protege a camada ESB da decomposição, enquanto o ESB no lado do cátodo bloqueia a corrente de fuga através da camada GDC. Isso leva a um potencial de circuito aberto (OPC) quase teórico com dois eletrólitos altamente condutores, que por si só não seriam suficientemente estáveis para a aplicação. Esta bicamada provou ser estável durante 1400 horas de testes a 500 °C e não mostrou indicação de formação de fase interfacial ou incompatibilidade térmica. Embora isso faça progressos no sentido de reduzir a temperatura operacional dos SOFCs, também abre portas para pesquisas futuras para tentar compreender este mecanismo.
{\displaystyle {\dot {\epsilon }}_{eq}^{creep}} = deformação de fluência equivalente
{\displaystyle D} = Coeficiente de difusão
{\displaystyle T} = temperatura
{\displaystyle {\tilde {k}}_{0}} = constante cinética
{\displaystyle \sigma _{eq}} = tensão equivalente (por exemplo, von Mises)
{\displaystyle m} = fator exponencial da tensão de fluência
{\displaystyle n} = expoente do tamanho de partícula (2 para fluência de Nabarro-Herring, 3 para fluência de Coble )
Para modelar adequadamente as taxas de deformação por fluência, o conhecimento da microestrutura é de importância significativa. Devido à dificuldade em testar mecanicamente SOFCs em altas temperaturas, e devido à evolução microestrutural dos SOFCs ao longo da vida útil da operação resultante do crescimento e engrossamento dos grãos, o comportamento real de fluência dos SOFCs atualmente não é completamente compreendido

## Alvo
Atualmente os requisitos-alvo do DOE são 40.000 horas de serviço para aplicações estacionárias de células de combustível e mais de 5.000 horas para sistemas de transporte ( veículos com células de combustível ) a um custo de fábrica de US$ 40/kW para 10 kW sistema baseado em carvão sem requisitos adicionais. Os efeitos ao longo da vida (estabilidade de fase, compatibilidade de expansão térmica, migração de elementos, condutividade e envelhecimento) devem ser abordados. A meta (provisória) da Solid State Energy Conversion Alliance 2008 para degradação geral por 1.000 horas é de 4,0%.

## Pesquisar
O foco atual das pesquisas é agora na direção de SOFC's de baixa temperatura (600 °C). Os sistemas de baixa temperatura podem reduzir custos, reduzindo custos relacionados com isolamento, materiais, arranque e degradação. Com temperaturas operacionais mais altas, o gradiente de temperatura aumenta a severidade das tensões térmicas, o que afeta o custo dos materiais e a vida útil do sistema. Um sistema de temperatura intermediária (650-800 °C) permitiria o uso de materiais metálicos mais baratos, com melhores propriedades mecânicas e condutividade térmica . Demonstrou-se que novos desenvolvimentos em estruturas eletrolíticas em escala nanométrica reduzem as temperaturas operacionais para cerca de 350 °C, o que permitiria o uso de componentes de aço e elastoméricos / poliméricos ainda mais baratos.
À medida que a temperatura diminui, a eficiência teórica máxima da célula de combustível aumenta, em contraste com o ciclo de Carnot. Por exemplo, a eficiência teórica máxima de uma SOFC usando CO como combustível aumenta de 63% para 900 °C a 81% a 350 °C.
Também encontram-se em desenvolvimento pesquisas para melhorar a flexibilidade de combustível das SOFCs. Embora a operação estável tenha sido alcançada com uma variedade de combustíveis de hidrocarbonetos, essas células normalmente dependem do processamento externo de combustível. No caso do gás natural, o combustível é reformado externamente ou internamente e os compostos de enxofre são removidos. Esses processos aumentam o custo e a complexidade dos sistemas SOFC. Estão em curso trabalhos em diversas instituições para melhorar a estabilidade dos materiais anódicos para a oxidação de hidrocarbonetos e, portanto, flexibilizar os requisitos para o processamento de combustível e diminuir o equilíbrio do SOFC nos custos da planta.
Estão também em curso pesquisas para reduzir o tempo de inicialização para poder implementar SOFCs em aplicações móveis. . T Isto pode ser parcialmente alcançado reduzindo as temperaturas de operação, que é o caso das células a combustível de membrana de troca de prótons (PEMFCs). Devido à sua flexibilidade de combustível, eles podem funcionar com diesel parcialmente reformado, o que torna os SOFCs interessantes como unidades auxiliares de energia (APU) em caminhões refrigerados.
A exemplo, a Delphi Automotive Systems está a desenvolver um SOFC que alimentará unidades auxiliares em automóveis e reboques de tratores, enquanto a BMW interrompeu recentemente um projeto semelhante. Um SOFC de alta temperatura gerará toda a eletricidade necessária para permitir que o motor seja menor e mais eficiente. O SOFC funcionaria com a mesma gasolina ou diesel do motor e manteria o aparelho de ar condicionado e outros sistemas elétricos necessários funcionando enquanto o motor desligava quando não fosse necessário (por exemplo, em um semáforo ou parada de caminhão). 
Também a Rolls-Royce está a desenvolver células de combustível de óxido sólido produzidas por serigrafia em materiais cerâmicos baratos. A Rolls-Royce Fuel Cell Systems Ltd está desenvolvendo um sistema híbrido de turbina a gás SOFC alimentado por gás natural para aplicações de geração de energia da ordem de um megawatt (por exemplo, Futuragen ).
A tecnologia de impressão 3D está a ser utilizada como uma possível técnica de fabricação que poderia ser aplicada para facilitar a fabricação de SOFC pelo Shah Lab da Northwestern University. Esta técnica de fabricação permitiria que a estrutura da célula SOFC fosse mais flexível, o que poderia levar a projetos mais eficientes. Esse processo poderia funcionar na produção de qualquer parte da célula. O processo de impressão 3D funciona combinando cerca de 80% de partículas cerâmicas com 20% de aglutinantes e solventes e, em seguida, convertendo essa pasta em uma tinta que pode ser alimentada em uma impressora 3D. Parte do solvente é muito volátil, então a tinta cerâmica solidifica quase imediatamente. Nem todo o solvente evapora, então a tinta mantém alguma flexibilidade antes de ser queimada em alta temperatura para densificá-la. Essa flexibilidade permite que as células sejam disparadas em formato circular, o que aumentaria a área de superfície sobre a qual podem ocorrer reações eletroquímicas, o que aumenta a eficiência da célula. Além disso, a técnica de impressão 3D permite que as camadas de células sejam impressas umas sobre as outras, em vez de passar por etapas separadas de fabricação e empilhamento. A espessura é fácil de controlar e as camadas podem ser feitas no tamanho e formato exatos necessários, minimizando o desperdício.
A Ceres Power Ltd. desenvolveu uma pilha SOFC de baixo custo e baixa temperatura (500–600 graus) usando óxido de cério gadolínio (CGO) no lugar da cerâmica padrão atual da indústria, zircônia estabilizada com ítria ( YSZ ), que permite o uso de aço inoxidável para apoiar a cerâmica.
A Solid Cell Inc. desenvolveu uma arquitetura de célula exclusiva de baixo custo que combina propriedades de projetos planares e tubulares, juntamente com uma interconexão de cermet livre de Cr.
Na Flórida, USA o centro de eletroquímica de alta temperatura (HITEC) da Universidade da Flórida, Gainesville, está com foco no estudo do transporte iônico, fenômenos eletrocatalíticos e caracterização microestrutural de materiais condutores iônicos.
A SiEnergy Systems, uma empresa spin-off de Harvard, demonstrou a primeira célula de combustível de óxido sólido de película fina em macroescala que pode operar a 500 graus.

### SOEC
Uma célula eletrolisadora de óxido sólido (SOEC) é uma célula de combustível de óxido sólido configurada em modo regenerativo para a eletrólise da água com um eletrólito de óxido sólido, ou cerâmico, para produzir oxigénio e gás hidrogénio .
SOEC's também podem ser usados para a eletrólise de CO2 para produzir CO e oxigénio ou mesmo co-eletrólise de água e CO2 para produzir gás de síntese e oxigénio.

### ITSOFC
As SOFCs que operam em uma faixa de temperatura intermediária (IT), ou seja, entre 600 e 800 °C, são denominadas ITSOFCs. Devido às altas taxas de degradação e aos custos de materiais incorridos em temperaturas superiores a 900 °C, é economicamente mais favorável operar SOFCs em temperaturas mais baixas. O impulso para ITSOFCs de alto desempenho é atualmente tema de muita pesquisa e desenvolvimento. Uma área de foco é o material catódico. Pensa-se que a reacção de redução do oxigénio é responsável por grande parte da perda de desempenho, pelo que a actividade catalítica do cátodo está a ser estudada e melhorada através de várias técnicas, incluindo a impregnação do catalisador. A pesquisa sobre o NdCrO 3 prova que ele é um material catódico potencial para o cátodo do ITSOFC, uma vez que é termoquimicamente estável dentro da faixa de temperatura.
Outra área de pesquisa são os materiais eletrolíticos. Para tornar as SOFCs competitivas no mercado, as ITSOFCs estão buscando temperaturas operacionais mais baixas através do uso de novos materiais alternativos. No entanto, a eficiência e a estabilidade dos materiais limitam a sua viabilidade. Uma escolha para os novos materiais eletrolíticos são os compósitos cerâmicos de sal de cério (CSCs). Os eletrólitos CSC bifásicos GDC (céria dopada com gadolínio) e SDC (céria dopada com samaria) -MCO 3 (M = Li, Na, K, simples ou mistura de carbonatos) podem atingir a densidade de potência de 300-800 mW*cm −2 .

### LT-SOFC
As células de combustível de óxido sólido de baixa temperatura (LT-SOFCs), que operam abaixo de 650 °C, são de grande interesse para pesquisas futuras porque a alta temperatura operacional é atualmente o que restringe o desenvolvimento e implantação de SOFCs. Um SOFC de baixa temperatura é mais confiável devido à menor incompatibilidade térmica e à vedação mais eficiente. Além disso, uma temperatura mais baixa requer menos isolamento e, portanto, tem um custo menor. O custo é ainda mais reduzido devido a opções mais amplas de materiais para interconexões e vedações compressivas não-vidro/cerâmicas. Talvez o mais importante seja que, a uma temperatura mais baixa, os SOFCs podem ser iniciados mais rapidamente e com menos energia, o que se presta a utilizações em aplicações portáteis e transportáveis.
A redução das temperaturas operacionais tem o benefício adicional de uma maior eficiência. A eficiência teórica da célula de combustível aumenta com a diminuição da temperatura. Por exemplo, a eficiência de uma SOFC usando CO como combustível aumenta de 63% para 81% ao diminuir a temperatura do sistema de 900 °C a 350 °C.
Esta é uma questão de materiais, especialmente para o eletrólito na SOFC. YSZ que é o eletrólito mais comum e utilizado devido à sua estabilidade superior, apesar de não possuir a maior condutividade. Atualmente, a espessura dos eletrólitos YSZ é de no mínimo ~10 μm devido aos métodos de deposição, e isso requer uma temperatura acima de 700 °C. Portanto, SOFCs de baixa temperatura só são possíveis com eletrólitos de maior condutividade. Várias alternativas que poderiam ter sucesso em baixas temperaturas incluem céria dopada com gadolínio (GDC) e bismuto estabilizado com cátion érbia (ERB). Eles têm condutividade iônica superior em temperaturas mais baixas, mas isso ocorre às custas de menor estabilidade termodinâmica. Os eletrólitos CeO2 tornam-se eletronicamente condutores e os eletrólitos Bi2O3 se decompõem em Bi metálico sob o ambiente redutor do combustível.
Para combater este problema, os investigadores criaram um eletrólito de duas camadas de céria / óxido de bismuto funcionalmente graduado, onde a camada GDC no lado do ânodo protege a camada ESB da decomposição, enquanto o ESB no lado do cátodo bloqueia a corrente de fuga através da camada GDC. Isso leva a um potencial de circuito aberto (OPC) quase teórico com dois eletrólitos altamente condutores, que por si só não seriam suficientemente estáveis para a aplicação. Esta bicamada provou ser estável durante 1400 horas de testes a 500 °C e não mostrou indicação de formação de fase interfacial ou incompatibilidade térmica. Embora isso faça progressos no sentido de reduzir a temperatura operacional dos SOFCs, também abre portas para pesquisas futuras para tentar compreender este mecanismo.

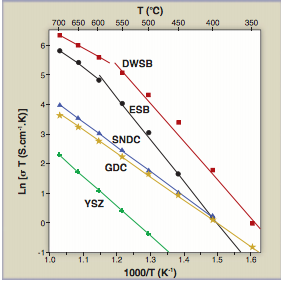
Comparação da condutividade iônica de vários eletrólitos de óxido sólido

Investigadores do Instituto de Tecnologia da Geórgia lidaram com a instabilidade do BaCeO 3 de maneira diferente. Eles substituíram uma fração desejada de Ce em BaCeO 3 por Zr para formar uma solução sólida que apresenta condutividade de prótons, mas também estabilidade química e térmica em uma faixa de condições relevantes para a operação da célula de combustível. Uma nova composição específica, Ba(Zr0.1Ce0.7Y0.2)O3-δ (BZCY7) que apresenta a mais alta condutividade iônica de todos os materiais eletrolíticos conhecidos para aplicações SOFC. Este eletrólito foi fabricado por prensagem a seco de pós, o que permitiu a produção de filmes livres de fissuras mais finos que 15 μm. A implementação deste método de fabricação simples e econômico pode permitir reduções significativas de custos na fabricação de SOFC. No entanto, este eletrólito opera em temperaturas mais altas que o modelo de eletrólito bicamada, próximo de 600 °C em vez de 500 °C.
Atualmente, no campo dos LT-SOFCs, o progresso no eletrólito traria os maiores benefícios, mas a pesquisa sobre potenciais materiais anódicos e catódicos também levaria a resultados úteis e começou a ser discutida com mais frequência na literatura.

### SOFC-GT
O sistema SOFC-GT é aquele que compreende uma célula a combustível de óxido sólido combinada com uma turbina a gás. Tais sistemas foram avaliados pela Siemens Westinghouse e pela Rolls-Royce como um meio de alcançar maior eficiência operacional operando o SOFC sob pressão. Os sistemas SOFC-GT normalmente incluem recirculação de atmosfera anódica e/ou catódica, aumentando assim a eficiência .
Teoricamente, a combinação da SOFC e da turbina a gás pode resultar em alta eficiência (elétrica e térmica). A combinação adicional do SOFC-GT em uma configuração combinada de resfriamento, calor e energia (ou trigeração ) (via HVAC ) também tem o potencial de produzir eficiências térmicas ainda maiores em alguns casos.
Outra característica do sistema híbrido introduzido está no ganho de captura de 100% de CO 2 com alta eficiência energética comparativamente. Essas características, como emissão zero de CO 2 e alta eficiência energética, tornam o desempenho da usina digno de nota.

### DCFC
Para a utilização de combustível de carvão sólido sem processos adicionais de gaseificação e reformulação dos rocessos, uma célula de combustível de carbono direto ( DCFC ) foi desenvolvida como um conceito novo e promissor de um sistema de conversão de energia em alta temperatura. O progresso subjacente no desenvolvimento de um DCFC à base de carvão foi categorizado principalmente de acordo com os materiais eletrolíticos utilizados, como óxido sólido, carbonato fundido e hidróxido fundido, bem como sistemas híbridos que consistem em óxido sólido e eletrólito binário de carbonato fundido ou de ânodo líquido (Fe, Ag, In, Sn, Sb, Pb, Bi, e sua liga e seu metal/óxido metálico) eletrólito de óxido sólido. A pesquisa popular sobre DCFC com GDC-Li/Na 2 CO 3 como eletrólito, Sm 0,5 Sr 0,5 CoO 3 como cátodo mostra bom desempenho. A maior densidade de potência de 48 mW*cm −2 pode ser alcançado em 500 °C com O 2 e CO 2 como oxidante e todo o sistema é estável dentro da faixa de temperatura de 500 °C a 600 °C.
SOFC operado com gás de aterro
Uma habitação produz resíduos/lixo diariamente. Em 2009, os americanos produziram cerca de 243 milhões de toneladas de resíduos sólidos urbanos, o que equivale a 4,3 libras de resíduos por pessoa por dia. Todos esses resíduos são enviados para aterros sanitários. O gás de aterro produzido a partir da decomposição de resíduos acumulados nos aterros tem potencial para ser uma fonte valiosa de energia, uma vez que o metano é um constituinte importante. Actualmente, a maioria dos aterros queima o gás em chamas ou queima-o em motores mecânicos para produzir electricidade. O problema dos motores mecânicos é que a combustão incompleta de gases pode levar à poluição da atmosfera e também é altamente ineficiente.
O problema com a utilização de gás de aterro para abastecer um sistema SOFC é que o gás de aterro contém sulfeto de hidrogénio. Qualquer aterro que aceite resíduos biológicos conterá cerca de 50-60 ppm de sulfeto de hidrogénio e cerca de 1-2 ppm de mercaptanos. No entanto, materiais de construção contendo espécies de enxofre redutíveis, principalmente sulfatos encontrados em painéis à base de gesso, podem causar níveis consideravelmente mais elevados de sulfetos, na casa das centenas de ppm. Em temperaturas operacionais de 750 Concentrações de sulfeto de hidrogénio em °C de cerca de 0,05 ppm começam a afetar o desempenho das SOFCs.
Ni + H 2 S → NiS + H 2
A reação acima controla o efeito do enxofre no ânodo.
O que poderá ser evitado tendo uma base de hidrogénio, que poderá ser calculado abaixo.
453 K é constante no equilíbrio de 7,39 x 10 −5
ΔG calculado a 453 K foi 35,833 kJ/mol
Usando o calor de formação padrão e entropia, ΔG à temperatura ambiente (298 K) resultou em 45,904 kJ/mol
Na extrapolação para 1023 K, ΔG é -1,229 kJ/mol
Na substituição, K eq em 1023 K é 1,44 x 10 −4 . Portanto, teoricamente, precisamos de 3,4% de hidrogénio para evitar a formação de NiS a 5 ppm de H 2 S.